# Elecciones presidenciales de Estados Unidos de 1828
Las elecciones presidenciales de los Estados Unidos de 1828 tuvieron lugar entre el viernes 31 de octubre y el martes 2 de diciembre del mencionado año, siendo la undécima elección presidencial cuadrienal desde la independencia del país, y primera del período histórico denominado Segundo Sistema de Partidos (1828-1854). El Colegio Electoral a cargo de elegir al presidente y al vicepresidente estaba compuesto entonces por 261 miembros, necesitándose 131 para resultar electo. Veintidós estados elegían a los electores por alguna forma de voto popular, mientras que los otros dos (Delaware y Carolina del Sur) los designaban indirectamente por medio de su legislatura estatal. Los comicios tuvieron una importancia histórica sumamente alta, ya que significaron la irrupción del moderno Partido Demócrata en la vida política del país. A partir de estas elecciones, los demócratas han ocupado en forma ininterrumpida el primer o segundo puesto en todo proceso electoral nacional estadounidense, convirtiéndose en la fuerza política competitiva más antigua en el mundo actualmente activa.
Por presión popular, los estados habían ampliado recientemente los derechos de voto a casi todos los hombres blancos en casi todas las elecciones. Por ejemplo, en 1824, las legislaturas estatales eligieron electores presidenciales en seis estados, pero para 1828, cuatro habían hecho la transición al voto popular. Además, si bien los partidos organizados a nivel nacional habían presentado candidatos rivales antes, los comicios de 1828 fueron la primera elección en la que los votantes ampliamente calificados eligieron efectivamente al Presidente entre los nominados de dos partidos nacionales, cuyos candidatos o electores aparecieron constantemente en todas las boletas, aumentando el impacto real del voto popular en la elección. La participación electoral fue del 57.60%, la más alta hasta el momento y la primera vez que más de la mitad de los votantes emitían sufragio, representando además un crecimiento exponencial de la población habilitada para votar, con un 9.5% de la población votando en la elección con respecto al 3.4% de 1824. Con posterioridad, la participación electoral en los comicios presidenciales estadounidenses rara vez es inferior al 50%.
El Partido Demócrata-Republicano, fragmentado tras su anterior atomización electoral, en la que hasta cuatro candidatos disputaron las elecciones bajo su sello, se disolvió y fue sucedido por dos fuerzas políticas: el opositor Partido Demócrata encabezado por Andrew Jackson, y el oficialista Partido Nacional-Republicano, liderado por el presidente en ejercicio John Quincy Adams. El vicepresidente John C. Calhoun apoyó a Jackson y se presentó a la reelección como compañero de fórmula del candidato opositor, mientras que Richard Bush secundó a Adams. Jackson fue ayudado por la aprobación del Arancel de 1828, que aumentó las tarifas en importaciones y exportaciones. Denunciado por los opositores como el "Arancel de las Abominaciones", la tarifa impopular y el mayor carisma y atractivo popular de Jackson lo ayudaron a arrasar en el Sur y el Oeste, imponiéndose a nivel nacional con un 55.97% de las preferencias populares y 178 votos eletorales. Adams triunfó holgadamente en la región norte de Nueva Inglaterra, pero solo pudo imponerse en otros tres estados, logrando un 43.63% de las preferencias y 83 electores, uno menos que en 1824. Si bien en términos porcentuales y absolutos Adams obtuvo más votos populares que en la elección anterior, el resultado fue un rotundo triunfo para Jackson, que se garantizó la elección como presidente y convirtió a Adams en el segundo mandatario estadounidense en perder la reelección después de su propio padre, John Adams, en 1800, contra Thomas Jefferson (que en las anteriores elecciones había mostrado una opinión favorable a Jackson).
La elección de 1828 marcó el surgimiento de la democracia jacksoniana y la transición del Primer Sistema de Partidos al Segundo Sistema de Partidos, que duraría hasta el surgimiento del también actualmente competitivo Partido Republicano en 1854. Los historiadores debaten la importancia de la elección, y muchos argumentan que marcó el comienzo de la política estadounidense moderna al eliminar las barreras clave para la participación de los votantes y establecer un sistema bipartidista competitivo y estable.

## Antecedentes
En las elecciones de 1824, la primera en la que se registró el voto popular nacional, el Primer Sistema de Partidos, imperante desde la década de 1790, entró oficialmente en crisis. El fin de la competencia entre el difunto Partido Federalista y el cada vez más fragmentado Partido Demócrata-Republicano condujo a una atomización de este último, ante la falta de una competencia, con cuatro candidatos presentándose para la presidencia bajo el sello demócrata-republicano: Andrew Jackson, John Quincy Adams, Henry Clay y William H. Crawford. Jackson obtuvo la primera minoría tanto de votos populares como electorales, pero fracasó en asegurarse una mayoría que le permitiera ser electo, lo que llevó a una elección contingente por medio de la Cámara de Representantes entre él, Adams y Crawford en la que cada estado contó con un voto, siendo la única vez que se llegó a esta instancia desde la Duodécima Enmienda a la Constitución, realizanda en 1804. Habiendo quedado cuarto en votos electorales y eliminado de la carrera presidencial, Clay, que a la sazón era presidente de la Cámara, ejerció su influencia para hacer elegir presidente a Adams, que se había ubicado en segundo lugar en votos y electores, con el fin de provocar la derrota de Jackson.
Muchos partidarios de Jackson consideraron que su derrota, aunque cumplió con todas las directrices constitucionales, fue injusta y contraria a la voluntad popular, lo que llevó a numerosas acusaciones de que Clay y Adams habían acordado lo que fue bautizado por Jackson como "pacto corrupto" para que el primero fuera designado como Secretario de Estado en una eventual presidencia de Adams a cambio de darle su apoyo en la elección contingente. Efectivamente, Clay asumió como Secretario de Estado al día siguiente de la asunción de Adams como presidente, consolidando los rumores. La marcada polarización nacional entre los partidarios de Adams y los partidarios de Jackson condujo al colapso definitivo del Partido Demócrata-Republicano, al final del Primer Sistema de Partidos, y a la fundación de dos nuevos partidos políticos: el Partido Demócrata y el Partido Nacional-Republicano, aunque estos no terminarían de formarse sino hasta después de 1828. Las elecciones presidenciales fueron precedidas por el estrecho triunfo de los jacksonianos en las elecciones a la Cámara de Representantes de 1826 y 1827, que llevaron a Andrew Stevenson, aliado de Jackson, a la presidencia de la Cámara con 113 escaños contra 100 de los partidarios de Adams. La victoria jacksoniana se vio posibilitada por su exitosa campaña para describir al oficialismo como una fuerza elitista y aristocrática, y perfilar a los demócratas jacksonianos como el partido del granjero o artesano común, lo que le permitió dominar los escaños rurales.

## Candidaturas

### Partido Demócrata
|                                           |                                                  |
| Candidatura del Partido Demócrata de 1828 |                                                  |
| Andrew Jackson                            | John C. Calhoun                                  |
| para presidente                           | para vicepresidente                              |
|                                           |                                                  |
| Senador por Tennessee (1823-1825)         | Vicepresidente de los Estados Unidos (1825-1829) |

Unos meses después de la inauguración de John Quincy Adams en 1825, la legislatura de Tennessee nominó nuevamente a Jackson para presidente, preparando así el escenario para un nuevo enfrentamiento entre las dos figuras políticas muy diferentes tres años más tarde. Los opositores a Adams en el Congreso, incluido el ex partidario de William H. Crawford, Martin Van Buren, se unieron en torno a la candidatura de Jackson. Los partidarios de Jackson se llamaron a sí mismos demócratas y se organizarían formalmente como el Partido Demócrata poco después de su elección.  Con la esperanza de unir a los que se oponían a Adams, Jackson concurrió con el vicepresidente John C. Calhoun, como compañero de fórmula. Aunque aceptó al candidatura, Calhoun rechazaría la invitación para unirse al Partido Demócrata, y en su lugar formó el Partido Anulador después de las elecciones; los Anuladores permanecerían en gran medida alineados con los demócratas durante los próximos años, pero finalmente rompieron con Jackson sobre el tema de los derechos de los estados durante su primer mandato. Con la candidatura de Adams casi asegurada, no se celebró un caucus del Congreso ni una convención nacional para dirimir la candidatura demócrata.

### Partido Nacional-Republicano
| Partido Nacional-Republicano                 |                                   |
| John Quincy Adams                            | Richard Rush                      |
| para presidente                              | para vicepresidente               |
|                                              |                                   |
| Presidente de los Estados Unidos (1825–1829) | Secretario del Tesoro (1825–1829) |

El presidente Adams y sus aliados, incluido el Secretario de Estado Clay y el senador Daniel Webster de Massachusetts, se hicieron conocidos como los republicanos nacionales. Los republicanos nacionales estaban significativamente menos organizados que los demócratas, y muchos líderes del partido no aceptaron la nueva era de las campañas populares. Adams fue nominado nuevamente por el respaldo de las legislaturas estatales y las manifestaciones partidistas. Al igual que con los demócratas, no se celebró una asamblea de candidatos o una convención nacional. Adams eligió al Secretario del Tesoro, Richard Rush, de Pensilvania, conocido por sus puntos de vista proteccionistas, como su compañero de fórmula. Adams, que era personalmente popular en Nueva Inglaterra, esperaba formar una coalición en la que Clay atraería a los votantes occidentales, Rush atraería a los votantes en los estados intermedios y Webster se ganara a los exmiembros del Partido Federalista.

## Sistema electoral por estado
| Estado | Sistema electoral |
| --- | --- |
| Delaware Carolina del Sur | Electores designados por la legislatura estatal.                                                                                           |
| Alabama Connecticut Georgia Indiana Illinois Kentucky Luisiana Massachusetts Misisipi Misuri Nuevo Hampshire Nueva Jersey Carolina del Norte Ohio Pensilvania Rhode Island Vermont Virginia | Lista completa. Los electores son elegidos por todos los votantes del estado.                                                              |
| Maryland Tennessee | El estado se divide en distritos electorales, con un elector elegido por distrito por los votantes de ese distrito.                        |
| Maine Nueva York | Dos electores elegidos por los votantes de todo el estado y un elector elegido por distrito del Congreso por los votantes de ese distrito. |

## Campaña

El desempeño de Jackson como militar fue ampliamente utilizado por los partidarios de Adams para hacer campaña en su contra, realizándose numerosas publicaciones difamatorias denominadas «Coffin Handbills». La imagen es de mediados de 1828 y se titula: «Algunos relatos de los hechos sangrientos del general Jackson».

Debido a la alta polarización social, la campaña estuvo marcada por sonados escándalos. El controvertido matrimonio de Jackson, por ejemplo, fue objeto de un cruel ataque mediático. Cuando Jackson se casó con su esposa Rachel en 1791, la pareja creía que ella estaba divorciada de su anterior marido, Lewis Robards. Sin embargo, el divorcio en realidad aún no estaba finalizado, por lo que tuvo que volver a casarse con ella una vez que se completaran los documentos legales. En manos de la campaña de Adams, esto se convirtió en un escándalo. Charles Hammond, en la Gaceta de Cincinnati, escribió una pregunta a los votantes: "¿Deberían ubicar a una adúltera condenada y a su esposo amante en los más altos cargos de esta tierra libre y cristiana?". Jackson también fue objeto de un fuerte ataque como comerciante de esclavos que compraba y vendía esclavos y los trasladaba desafiando los estándares modernos de moralidad (no fue atacado por el simple hecho de poseer esclavos utilizados en labores de plantación). Se publicaron una serie de panfletos difamatorios denominados «Coffin Handbills» (en español: "Folletos de Ataúd") que atacaron a Jackson por su corte marcial, ejecución de desertores y masacres de aldeas indias, y también su hábito de batirse en duelo.
Jackson evitó articular posiciones problemáticas, en cambio hizo campaña por sus cualidades personales y su oposición a Adams. Adams evitó las campañas populares, enfatizando su apoyo a temas específicos. Se realizaron elogios de Adams a las mejoras de la política interna y obras de infraestructura, como los "faros de los cielos" (observatorios), en su primer mensaje anual al Congreso, y su sugerencia de que el Congreso no sea "paralizado por la voluntad de nuestros electores", fue publicada profusamente en la prensa. John Randolph declaró ante el Senado que este "no sería paralizado por ningún poder, que no fuera la Constitución y la voluntad de nuestros electores". Jackson escribió que un gobierno «aristocrático» combinado con el desprecio de los constituyentes podría conducir al despotismo, si no era controlado por la «voz del pueblo». Los demócratas reeditaron en gran medida la campaña jacksoniana de 1824, haciendo uso del himno de guerra "Hunters of Kentucky", que había sido cantado por sus partidarios, y además inauguró numerosas técnicas de proselitismo moderno, tales como organizar picnics y besar bebés en público.
Poco antes de las anteriores elecciones, el expresidente Thomas Jefferson había escrito sus posiciones favorables a Jackson, invitándolo a su propiedad en Monticello en diciembre de 1823: "Evoco con placer el recuerdo de nuestras labores conjuntas mientras estábamos juntos en el Senado en tiempos de grandes pruebas y batallas duras, batallas de palabras, no de sangre, como aquellas con las que has luchado tanto por tu propia gloria y la de tu país; con la seguridad de que mis intentos continúan sin disminuir, acepta mi gran respeto y consideración". Por otro lado, Jefferson escribió consternado por el resultado de la elección contingente de 1825 al nominado del comité del Congreso William H. Crawford, diciendo que esperaba felicitar a Crawford pero que "los eventos no ocurrieron como lo hubiéramos deseado". Tras el fallecimiento de Jefferson, el 4 de julio de 1826 (exactamente al cumplirse cincuenta años de la Declaración de Independencia de los Estados Unidos), los partidarios de Jackson y Adams vieron el valor de establecer la opinión de Jefferson con respecto a sus respectivos candidatos y en contra de su oposición de cara a las venideras elecciones.
Un objetivo de la prensa pro Adams era representar a Jackson como un mero jefe militar que carecía de la experiencia política requerida para ejercer la presidencia. Edward Coles relató que Jefferson le dijo en una conversación en agosto de 1825 que temía el entusiasmo popular por Jackson: "Me ha hecho dudar más que cualquier cosa que haya ocurrido desde nuestra Revolución". Coles utilizó la opinión de Thomas Gilmer para respaldar sus afirmaciones. Gilmer había declarado que Jefferson le dijo en Monticello antes de la elección de Adams en 1825: "También podría hacerse un gallo marinero, o un ganso soldado, o un presidente Andrew Jackson". Daniel Webster, que también estaba en Monticello en ese momento, confirmó la declaración. Webster registró que Jefferson le dijo en diciembre de 1824 que Jackson era un hombre peligroso, no apto para la presidencia. El historiador Sean Wilentz describió el relato de Webster de la reunión como "no del todo confiable", pero el biógrafo Robert V. Remini, por su parte, afirmó que Jefferson realmente "no tenía un gran amor por Jackson".
Gilmer acusó a Coles de tergiversación, porque la opinión de Jefferson había cambiado, según Gilmer. El yerno de Jefferson, el exgobernador de Virginia Thomas Mann Randolph, Jr., dijo en 1826 que Jefferson sentía una "fuerte repugnancia" hacia Henry Clay. Randolph declaró públicamente que Jefferson había empezado a apoyar una nueva candidatura de Jackson ya en el verano de 1825, tal vez debido a las acusaciones de "pacto corrupto", y pensaba en Jackson como "un hombre honesto, sincero, claro y de mente fuerte; de los principios políticos más sólidos y la única esperanza que queda para revertir los poderes crecientes asumidos por el gobierno federal". Otros dijeron lo mismo, pero Coles no podía creer que la opinión de Jefferson hubiera cambiado.
En 1827, el gobernador de Virginia William B. Giles dio a conocer una carta de Jefferson destinado a ser mantenida en privado, a Thomas Ritchie. Fue escrito después del primer mensaje anual de Adams al Congreso y contenía un ataque de Jefferson contra la administración en ejercicio. Giles dijo que la alarma de Jefferson fue con la usurpación de los derechos de los estados, no con un "jefe militar". Jefferson escribió: "tomen en conjunto las decisiones de la corte federal, las doctrinas del presidente y las interpretaciones erróneas del pacto constitucional sobre las que actuó la legislatura con respecto al banco federal, y es demasiado evidente que las tres ramas gobernantes se combinaron para despojar a sus colegas, las autoridades estatales, de los poderes reservados para ellos, y para ejercer todas las funciones extranjeras y domésticas". De los federalistas, continuó: "Pero esto se abre con una gran adhesión de fuerza de sus reclutas más jóvenes, quienes, sin tener en ellos los sentimientos o principios del '76, ahora buscan el gobierno único de una aristocracia, fundada en instituciones bancarias e incorporaciones adineradas bajo el disfraz y el manto de sus sucursales favoritas de manufacturas". Los partidarios de Jackson los consideraron una defensa a los derechos de los estados, mientras que los partidarios de Adams lo descarataron como un síntoma de senilidad de parte de Jefferson.

## Resultados

### Elección general

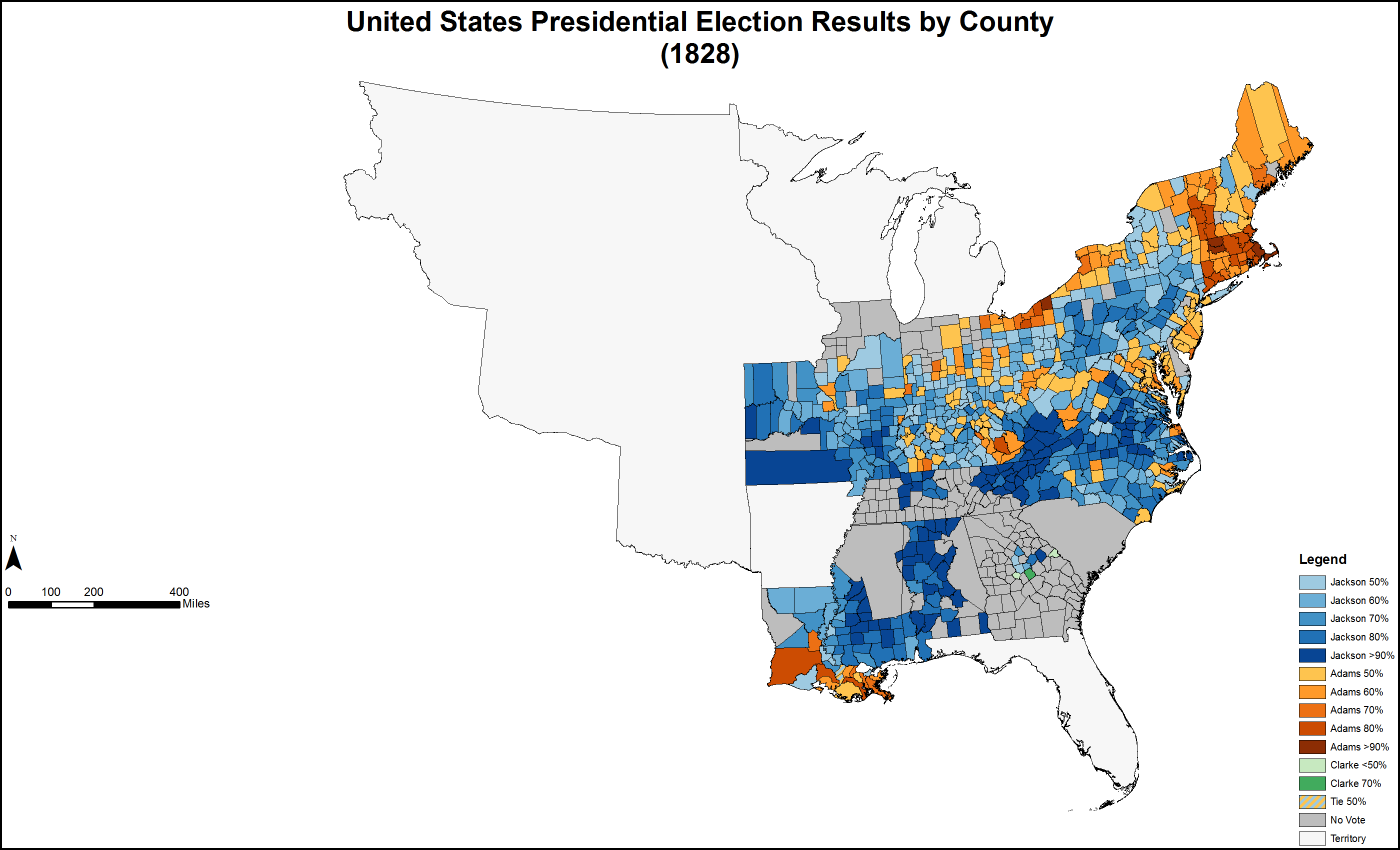
Los resultados por condado indican explícitamente el porcentaje del candidato ganador en cada condado. Los tonos de azul son para Jackson (demócrata) y los tonos de amarillo son para Adams (nacional-republicano).

La selección de electores comenzó el 31 de octubre con elecciones en Ohio y Pensilvania y terminó el 13 de noviembre con elecciones en Carolina del Norte. El Colegio Electoral se reunió el 3 de diciembre. Adams ganó casi exactamente en los mismos estados que su padre había ganado en las elecciones de 1800: los estados de la región Nueva Inglaterra, Nueva Jersey y Delaware. Logró triunfar también en Maryland por un margen ínfimo, de 232 sufragios (50.25% contra 49.75%). Jackson ganó en todos los demás estados, lo que resultó en una victoria aplastante para el Partido Demócrata. Adams no solo volvió a ubicarse segundo detrás de Jackson, sino que obtuvo un voto electoral menos que en la anterior elección, con 83 con respecto a los 84 de 1824.
El Partido Demócrata en Georgia se dividió irremediablemente en dos facciones (Troup vs. Clark). Ambas facciones nominaron a Jackson para presidente, y la elección fue principalmente una prueba de fuerza de las dos facciones con los electores Adams en un pobre tercer puesto. La lista ganadora, que recibió una mayoría de 3.000 votos según el Norwich Courierdel 12 de marzo de 1828, no se comprometió a ningún candidato a vicepresidente. Siete de los nueve electores presidenciales votaron por Jackson como presidente y William Smith por vicepresidente, mientras que el resto apoyó el segundo mandato de Calhoun.
Esta fue la última elección en la que los demócratas ganaron Kentucky hasta 1856 y la última en la que los demócratas ganaron Carolina del Sur hasta 1840. En paralelo, fue la última vez que los demócratas perdieron en Nuevo Hampshire y Maine hasta 1856 y 1840 respectivamente. También es la única elección en la que Maine, Nuevo Hampshire, Nueva Jersey y Vermont votaron por los republicanos nacionales. Hasta las elecciones de 2016, ciento ochenta y ocho años más tarde, no se volvió a dividir el voto electoral de Maine.
|  | 55.97 % |

|  | 68.20 % |

|  | 43.63 % |

|  | 31.80 % |

|  | 0.40 % |

|  | 0.00 % |

|  | 100.00 % |

|  | 100.00 % |

### Resultados por estado
| Alabama            | 5   | 16.736           | 89.89            | 5                | 1.878            | 10.09            | -                | 14.858  | 79.80  | 18.618    | AL |  |  |  |  |  |  |  |
| Connecticut        | 8   | 4.448            | 22.95            | -                | 13.829           | 71.36            | 8                | -9.381  | -48.41 | 19.378    | CT |  |  |  |  |  |  |  |
| Delaware           | 3   | Sin voto popular | Sin voto popular | Sin voto popular | Sin voto popular | Sin voto popular | 3                | -       | -      | -         | DE |  |  |  |  |  |  |  |
| Georgia            | 9   | 19.362           | 96.79            | 9                | 642              | 3.21             | -                | 18.720  | 93.58  | 20.004    | GA |  |  |  |  |  |  |  |
| Illinois           | 3   | 9.560            | 67.22            | 3                | 4.662            | 32.78            | -                | 4.898   | 34.44  | 14.222    | IL |  |  |  |  |  |  |  |
| Indiana            | 5   | 22.201           | 56.62            | 5                | 17.009           | 43.38            | -                | 5.192   | 13.24  | 39.210    | IN |  |  |  |  |  |  |  |
| Kentucky           | 14  | 39.308           | 55.54            | 14               | 31.468           | 44.46            | -                | 7.840   | 11.08  | 70.776    | KY |  |  |  |  |  |  |  |
| Luisiana           | 5   | 4.605            | 53.01            | 5                | 4.082            | 46.99            | -                | 523     | 6.02   | 8.687     | LA |  |  |  |  |  |  |  |
| Maine              | 9   | 13.927           | 40.03            | 1                | 20.773           | 59.71            | 8                | -6.846  | -19.68 | 34.789    | ME |  |  |  |  |  |  |  |
| Maryland           | 11  | 22.782           | 49.75            | 5                | 23.014           | 50.25            | 6                | -232    | -0.50  | 45.796    | MD |  |  |  |  |  |  |  |
| Massachusetts      | 15  | 6.012            | 15.39            | -                | 29.836           | 76.36            | 15               | -23.824 | -60.97 | 39.074    | MA |  |  |  |  |  |  |  |
| Misisipi           | 3   | 6.763            | 81.05            | 3                | 1.581            | 18.95            | -                | 5.182   | 62.10  | 8.344     | MS |  |  |  |  |  |  |  |
| Misuri             | 3   | 8.232            | 70.64            | 3                | 3.422            | 29.36            | -                | 4.810   | 41.28  | 11.654    | MO |  |  |  |  |  |  |  |
| Nuevo Hampshire    | 8   | 20.212           | 45.90            | -                | 23.823           | 54.10            | 8                | -3.611  | -8.20  | 44.035    | NH |  |  |  |  |  |  |  |
| Nueva Jersey       | 8   | 21.809           | 47.86            | -                | 23.753           | 52.12            | 8                | -1.944  | -4.26  | 45.570    | NJ |  |  |  |  |  |  |  |
| Nueva York         | 36  | 139.412          | 51.45            | 20               | 131.563          | 48.55            | 16               | 7.849   | 2.90   | 270.975   | NY |  |  |  |  |  |  |  |
| Carolina del Norte | 15  | 37.814           | 73.07            | 15               | 13.918           | 26.90            | -                | 23.896  | 46.17  | 51.747    | NC |  |  |  |  |  |  |  |
| Ohio               | 16  | 67.596           | 51.60            | 16               | 63.453           | 48.40            | -                | 4.143   | 3.20   | 131.049   | OH |  |  |  |  |  |  |  |
| Pensilvania        | 28  | 101.457          | 66.66            | 28               | 50.763           | 33.34            | -                | 50.694  | 33.32  | 152.220   | PA |  |  |  |  |  |  |  |
| Rhode Island       | 4   | 820              | 22.91            | -                | 2.755            | 76.96            | 4                | -1.935  | -54.05 | 3.580     | RI |  |  |  |  |  |  |  |
| Carolina del Sur   | 11  | Sin voto popular | Sin voto popular | 11               | Sin voto popular | Sin voto popular | Sin voto popular | -       | -      | -         | SC |  |  |  |  |  |  |  |
| Tennessee          | 11  | 44.293           | 95.19            | 11               | 2.240            | 4.81             | -                | 42.053  | 90.38  | 46.533    | TN |  |  |  |  |  |  |  |
| Vermont            | 7   | 8.350            | 25.43            | -                | 24.363           | 74.20            | 7                | -16.013 | -48.77 | 32.833    | VT |  |  |  |  |  |  |  |
| Virginia           | 24  | 26.854           | 68.99            | 24               | 12.070           | 31.01            | -                | 14.784  | 37.98  | 38.924    | VA |  |  |  |  |  |  |  |
| Total              | 261 | 642.553          | 55.97            | 178              | 500.897          | 43.63            | 83               | 141.656 | 12.34  | 1.148.018 | US |  |  |  |  |  |  |  |
| Necesarios:        | 131 |                  |                  |                  |                  |                  |                  |         |        |           |    |  |  |  |  |  |  |  |

### Voto electoral
El resultado del Colegio Electoral para elegir al presidente fue el siguiente:
|  | 68.20 % |

|  | 31.80 % |

El resultado para elegir al vicepresidente fue el siguiente:
|  | 65.52 % |

|  | 31.80 % |

|  | 2.68 % |

## Consecuencias
Rachel Jackson había tenido dolores en el pecho durante toda la campaña, y se vio agravada por los ataques personales contra su matrimonio emitidos por la prensa durante la campaña. Se enfermó y murió el 22 de diciembre de 1828, poco más de dos semanas después de la victoria de su marido. Jackson acusó a la campaña de Adams en general y a Henry Clay en particular de causarle la muerte, afirmando: "Puedo perdonar y perdono a todos mis enemigos. Pero esos viles desgraciados que la han calumniado deben mirar a Dios por misericordia".
Andrew Jackson tomó juramento como presidente el 4 de marzo de 1829. Después de la toma de posesión, una muchedumbre enardecida entró en la Casa Blanca para estrechar la mano del nuevo presidente, dañando los muebles y las luces. Jackson escapó por la puerta trasera, y se colocaron grandes cuencos para atraer a la multitud afuera. Los conservadores estaban horrorizados por este evento, y lo sostuvieron como un presagio de cosas terribles que ocurrirían bajo el mandato del primer presidente demócrata.